# Lithogyalideopsis
Lithogyalideopsis is een geslacht van korstmossen dat behoort tot de orde Lecanorales van de ascomyceten. De typesoort is Lithogyalideopsis poeltii.

## Soorten
Volgens Index Fungorum telt het geslacht vier soorten (peildatum maart 2023):
| Soortnaam                   | Auteur(s)                                 | Publicatiejaar |
| --------------------------- | ----------------------------------------- | -------------- |
| Lithogyalideopsis aterrima  | (Vězda & Poelt) Lücking, Sérus. & Vězda   | 2005           |
| Lithogyalideopsis poeltii   | (Vězda) Lücking, Sérus. & Vězda           | 2005           |
| Lithogyalideopsis vivantii  | (Sérus.) Lücking, Sérus. & Vězda          | 2005           |
| Lithogyalideopsis zelandica | (Vězda & Malcolm) Lücking, Sérus. & Vězda | 2005           |